# 2846 Ілппе
2846 Ілппе (2846 Ylppö) — астероїд головного поясу, відкритий 12 лютого 1942 року.
Тіссеранів параметр щодо Юпітера — 3,153.
Названо на честь фінського педіатра Арво Генріка Ілппе (1887 – 1992).